# Twaalfmorgen
Twaalfmorgen is een buurtschap behorende tot de gemeente Bodegraven-Reeuwijk in de Nederlandse provincie Zuid-Holland. De buurtschap is gelegen aan de weg Twaalfmorgen ten zuiden van de Kalverbroek, een van de Reeuwijkse Plassen. Twaalfmorgen bestaat uit een honderdtal huizen in lintvorm. Ten zuiden van de buurtschap ligt de spoorlijn Gouda-Woerden en ten zuidwesten van de buurtschap ligt Goverwelle, een wijk van Gouda. Twaalfmorgen is ook de naam van een recreatiegebied gelegen rondom de buurtschap.
De postcode van de buurtschap is 2811, de postcode van Reeuwijk.
Dorpen: Bodegraven · De Meije · Driebruggen · Nieuwerbrug · Reeuwijk-Brug · Reeuwijk-Dorp · Sluipwijk · Waarder

Buurtschappen: Abessinië · De Bree · Foreest · Hogebrug · Langeweide · Middelburg (deels) · Molenbrug · Noordzijde · Oosteinde · Oud-Reeuwijk · Oud-Bodegraven · Oudeweg · Oukoop · Platteweg · Randenburg · Tempel · Twaalfmorgen · Vogelzang/Blindeweg · Westeinde · Weijland · Weijpoort · Zuidzijde

Zuid-Holland: Steden en dorpen      Nederland: Provincies · Gemeenten